# Catfishing

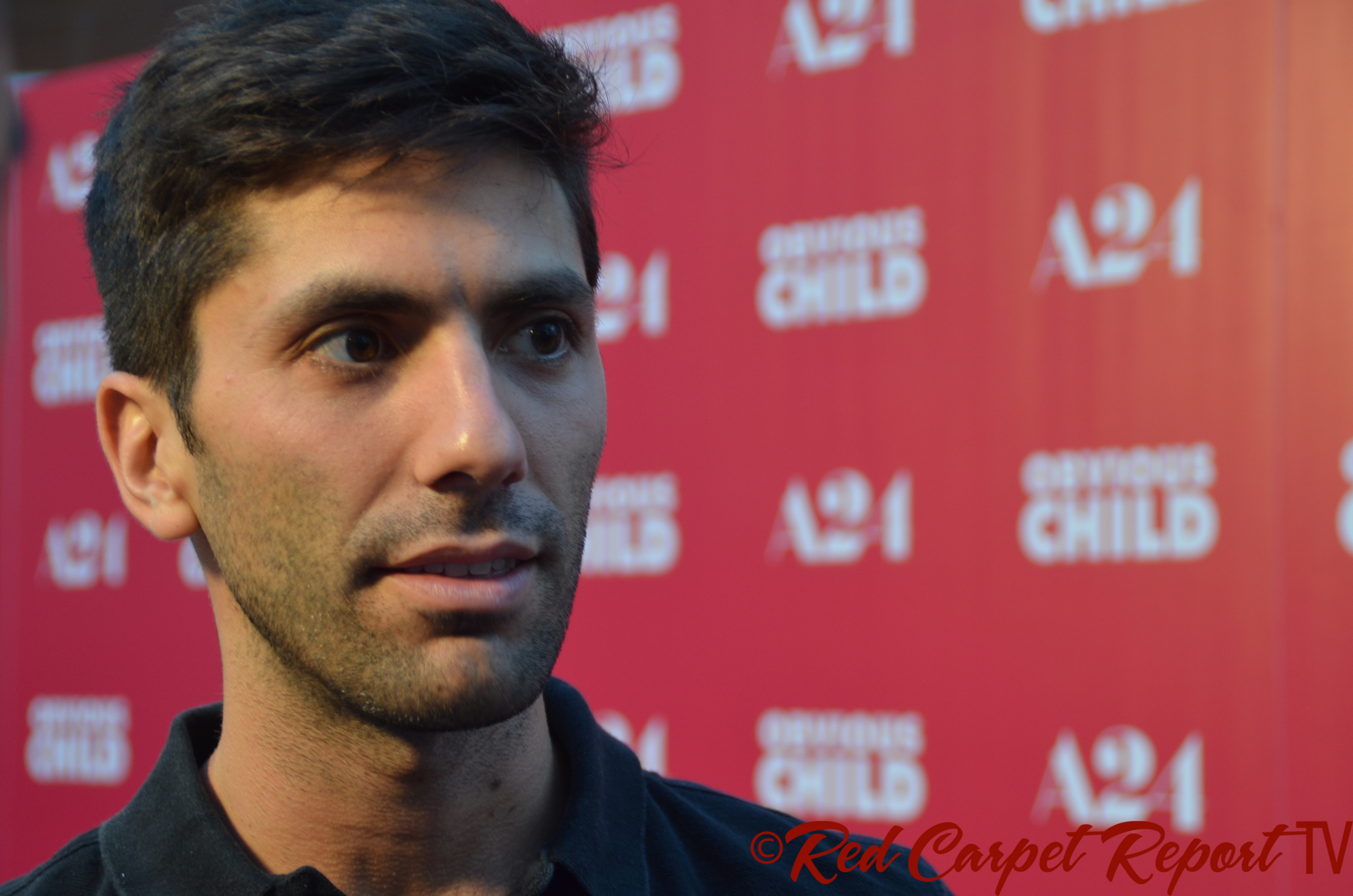
Nev Schulman est le producteur exécutif et animateur de Catfish : fausse identité sur MTV.

Le catfishing (litt. « technique du poisson-chat »), ou cyberimposture, est une activité trompeuse par laquelle une personne crée un personnage fictif ou une fausse identité sur un réseau social, en ciblant généralement une victime spécifique. Cette pratique peut être utilisée à des fins financières, pour compromettre une victime d'une manière ou d'une autre ou pour la contrarier intentionnellement. 
Un catfish (litt. poisson-chat) ou catfisher est une personne qui se fait passer pour quelqu'un d'autre, utilisant de fausses photos de profil, de faux noms et se faisant souvent passer pour une personne d'un autre genre pour extorquer de l'argent à ses cibles.
Des médias de catfishing ont été produits, mettant souvent en scène des victimes qui souhaitent identifier leur catfisher. Des célébrités ont été ciblées, ce qui a attiré l'attention des médias sur les pratiques de catfishing.

## Histoire
Le terme catfishing provient du documentaire américain Catfish : fausse identité de 2010, qui expose le cas du producteur Nev Schulman, victime de ce procédé. Yaniv (Nev) Schulman avait en effet entretenu une relation avec ce qu'il pensait être une jeune fille de 19 ans originaire du Midwest des États-Unis mais qui était en fait une femme au foyer de 40 ans. On explique dans le documentaire que c'est le mari de cette femme qui a inventé le terme catfishing en référence à un mythe présent dans les œuvres de fiction de Henry Nevinson (1913, Essays in Rebellion) et de Charles Marriott (1913, The Catfish). Selon ce mythe, les commerçants de morue transporteraient celles-ci dans des cuves contenant aussi des poissons-chats, à défaut de quoi les morues transportées seules perdent de la vitalité et deviennent pâles et léthargiques,,,. 
Le terme catfishing s'est généralisé au cours de la décennie suivante grâce à une série télévisée où l'on voyait Nev Schulman aider des personnes aux prises avec le même problème en enquêtant sur leur situation. 
Le terme a également connu un pic de popularité lors d'un incident impliquant la star du football américain de l'université de Notre Dame, Manti Te'o, en 2013,.

## Pratique et sociologie
On pense que le catfishing est devenu de plus en plus populaire car il permet aux participants de se dissocier de leur identité quotidienne et de se soustraire à toute obligation ou responsabilité morale. Ce phénomène est attribué à l'effet de désinhibition en ligne, qui fait que les utilisateurs en ligne se sentent plus à l'aise pour partager des informations, dont certaines peuvent être fausses, sur un forum en ligne que dans le cadre d'une communication en personne.
Un internaute utilise une fausse identité pour persuader une autre personne de croire qu'il est la personne qu'il représente. Cette technique est souvent utilisée dans le cadre de relations, comme dans le scénario du film Catfish. La personne qui pratique le catfishing utilise les photos et les faits de la vie d'une autre personne réelle pour se faire passer pour une personne réelle. Souvent, la personne réelle qui est utilisée pour la fausse identité ne sait pas que ses photos et son nom sont utilisés. Elle ne sait pas que son identité a été usurpée pour créer ces fausses relations en ligne. La personne utilise le catfishing pour apparaître comme une meilleure version d'elle-même en utilisant une fausse identité. La raison principale pour laquelle elle se présente comme une fausse personne est de se lier d'amitié avec l'autre personne en vue d'une relation ou pour d'autres raisons sexuelles.
Certains utilisateurs en ligne ont eu recours au catfishing pour explorer leur identité de genre et/ou sexuelle. Connu ainsi comme un type d'escroquerie à la romance, le catfishing est souvent employé sur des sites de rencontre ; toutefois, l'utilisation des médias sociaux ou de l'e-mail servira aux escrocs comme moyen d'établir le contact initial. Par exemple, dans la série de MTV Catfish, basée sur le film, une fille nommée Sonny entre en contact avec un mannequin nommé Jamison qui est, en réalité, Chelsea, une femme qui utilise son identité alternative pour interagir de manière romantique avec d'autres femmes dans un espace en ligne.

## Dangers
La pratique du catfishing, qui permet de harceler les autres personnes en ligne, a également entraîné une augmentation du nombre de suicides chez les adolescents, en raison de la violence psychologique dont ils sont victimes.

## Signes
Bien que subjectifs, il existe de multiples signes d'alerte attribués au comportement de catfishing.
- Si une personne inconnue commence à suivre ou à envoyer des messages à un utilisateur et que la photo de profil de cette personne semble fausse ou trop belle pour être vraie[11].

- Si la personne qui envoie des messages ne veut pas faire de conversation vidéo ou trouve sans cesse des excuses pour ne pas se rencontrer[15],[16].

- Si les profils entre les sites de rencontres et les médias sociaux sont incohérents, par exemple si les noms ou les photos diffèrent d'un site à l'autre[13].

- Si après quelques rencontres, l'autre personne en question commence à proclamer son amour, surtout après seulement quelques jours ou semaines de contact[13].

## Exemples
L'identité d'un acteur australien, Lincoln Lewis, a été utilisée par un imposteur pendant quatre ans. Les actions ont entraîné le suicide d'une victime, qui avait à un moment donné tendu la main au vrai Lincoln Lewis, car ils avaient fréquenté la même école primaire ensemble, et elle connaissait donc certains aspects de sa vie qui ont été découverts et exploités par l'auteur. L'auteure du crime a opéré depuis au moins la mi-2011 jusqu'à son arrestation à la mi-2016, et début 2019, elle a été reconnue coupable de harcèlement sur six personnes,.
Selon un article du Washington Post, le canular du Rolling Stone sur le viol à l'université de Virginie pourrait être un exemple de catfishing. Une jeune femme s'est fait passer en ligne pour un autre étudiant après que le jeune homme pour lequel elle avait un intérêt romantique n'ait pas répondu à son appel. La jeune femme s'est fait passer en ligne pour un étudiant de la classe supérieure afin de rester en contact avec son amoureux.